# Forces armées du Paraguay
Les Forces armées du Paraguay (espagnol : Fuerzas Armadas de Paraguay) sont les forces armées de la république du Paraguay. Le président du Paraguay est le commandant en chef des forces armées.
Elles se composent des forces armées suivantes : Armée de terre (Ejército Paraguayo), Marine (Armada Paraguaya), avec aviation navale et infanterie de marine, et Aviation (Fuerza Aérea Paraguaya) : 

## Histoire
Après les guerres de libération avec l'indépendance de l'Espagne en 1811, l'armée paraguayenne a participé à deux guerres : l'extrêmement sanglante guerre de la Triple-Alliance (1864-1870) contre l'Argentine, le Brésil et l'Uruguay, qui s'est terminée par la défaite totale du Paraguay et la guerre du Chaco (1932-1935) contre la Bolivie, qui s'est terminée par une victoire au Paraguay et des gains de terrain.
L'armée a également joué un rôle important pendant la longue dictature d'Alfredo Stroessner. Durant cette période, les forces armées, comme dans tout le Cône Sud, ont commis de graves violations des droits de l'homme et ont été les protagonistes de plusieurs disparitions forcées de personnes considérées comme des opposants au régime. Sa structure était liée au Parti Colorado (au pouvoir depuis 1947, construisant ainsi le triple axe : Forces armées - Parti Colorado - Gouvernement). Après la chute de la dictature militaire, les forces armées se sont détachées du pouvoir politique. En 1993, un civil a assumé la présidence, après des décennies de régime militaire.

## Forces armées
Depuis les années 1980, l'effectif moyen du personnel militaire est proche de 13 500 hommes. Ces dernières années, le nombre de conscrits a été considérablement réduit.
L'armée se compose de trois corps d'armée et de neuf divisions, en plus de divers commandements et directions, confirmant qu'à un degré plus ou moins grand, les unités et les formations ne sont que nominales ou squelettiques en temps de paix. Officiellement, l'armée de terre a un effectif moyen de 10 000 hommes, la marine de 2 000, l'armée de l'air de 1 500 et le REP[Quoi ?] compte 15 000 hommes.

## Missions
Missions de maintien de la paix des Nations Unies : 
- Haïti (MINUSTAH) : Mission de stabilisation des Nations unies (ONU) en Haïti.
- Chypre (UNFICYP) : force de maintien de la paix des Nations unies à Chypre.
- République démocratique du Congo (MONUC) : mission des Nations unies en république démocratique du Congo.
- Tchad et République centrafricaine (MINURCAT) : mission des Nations unies au Tchad et en République centrafricaine.
- Côte d'Ivoire (ONUCI) : Opération des Nations unies en Côte d'Ivoire.